# 小行星30852
小行星30852（30852 Debye）是一颗绕太阳运转的小行星，为主小行星带小行星。该小行星于1991年10月2日发现。

## 轨道参数
小行星30852的轨道半长轴为2.1692512 UA，离心率为0.155。